# DSME e-Smart
De DSME e-Smart is een ontwerp van boorschepen van Daewoo Shipbuilding & Marine Engineering. Het is ontworpen voor waterdieptes tot 12.000 voet (3650 m). Het is uitgerust met een dubbele boortoren en heeft een dynamisch positioneringssysteem.

## DSME e-Smart-serie
| Type         | Naam               | Werf       | Jaar | IMO-nummer |
| ------------ | ------------------ | ---------- | ---- | ---------- |
| DSME e-Smart | Sonangol Libongos  | DSME, 3620 | 2019 | 9730543    |
| DSME e-Smart | Sonangol Quenguela | DSME, 3621 | 2019 | 9730555    |